# Темносиний, Фёдор Петрович Салеж
Князь Фёдор Петрович Темносиний по прозванию Салеж — голова и воевода во времена правления Михаила Фёдоровича.
Из княжеского рода Темносиние. Старший сын князя Петра Борисовича Темносинего. Имел младшего брата Никиту Петровича, в 1654-1656 годах упомянутого головой в Государевом полку.

## Биография
В 1619 году первый воевода Сторожевого полка в Рязани, а после второй воевода в Москве для осады за Арбатскими воротами. В 1621 году воевода Передового полка в Михайлове. В 1622 году голова в Коломне.  В 1627 году второй воевода Передового полка в Михайлове. В 1629 году первый воевода Передового полка в Михайлове. В 1631 году послан первым воеводой в Новгород встречать немцев. В марте 1636 года первый воевода Передового полка в Дедилове.
От брака с неизвестной имел сыновей, князей: Ивана и Степана Фёдоровичей.

## Критика
В Бархатной книге в родословной росписи князей Темносиних, князь Фёдор Петрович почему то показан князем — Засекиным, хотя княжеский род Темносиних происходит от князей Щетининых.